# Andreas Pritzker
Andreas Pritzker (* 4. Dezember 1945 in Windisch AG) ist ein Schweizer Physiker, der als Schriftsteller und Publizist arbeitet.

## Leben
Andreas Pritzker schloss ein Studium der Physik an der ETH Zürich mit der Promotion ab. Er arbeitete als Forscher und beratender Ingenieur in der Industrie und in verschiedenen Funktionen innerhalb des ETH-Bereichs: im Schweizerischen Institut für Nuklearforschung (SIN), im Stab des ETH-Rats, als Leiter erst der Verwaltung, dann der Logistik des Paul Scherrer Instituts (PSI).
1990 erschien mit dem Roman Filberts Verhängnis im Benziger Verlag seine erste Buchveröffentlichung.
Andreas Pritzker ist Mitglied der Schriftstellervereinigung Autorinnen und Autoren der Schweiz (AdS). Er lebt als freier Schriftsteller und Publizist in Küttigen, Aargau, und war bis 2015 als Teilhaber des munda-Verlages, der sich der „Belletristik, Biografien und Erzählter Geschichte“ widmete, tätig.
1970 heiratete er die Historikerin Marthi Pritzker-Ehrlich; sie verstarb 1998. Das von dem Paar gemeinsam verwaltete Familienarchiv Pritzker-Ehrlich befindet sich im Bestand des Archivs für Zeitgeschichte der ETH Zürich. Nach dem Tod seiner Frau besorgte Pritzker die Veröffentlichung ihrer nachgelassenen Werke.
Seit 2003 ist er mit der Krimi-Autorin Ursula Reist verheiratet.
Andreas Pritzker plädierte als Physiker am Energie-Gipfel 17 für eine Entkrampfung gegenüber der Kernenergie.

## Werke

### Wissenschaftliche Aufsätze
- Andreas Pritzker, Walter Hälg, Kurt Dressler: Zustandsgrössen eines schweren Plasmas in Abhängigkeit von Temperatur und Dichte. Zeitschrift für angewandte Mathematik und Physik ZAMP, 1971, Bd. 22, Heft 1, S. 54–61, doi:10.1007/BF01624052
- Andreas Pritzker: Gruppenwirkungsquerschnitte für thermische Strahlung in einem Uranplasma. Dissertation ETH Zürich, 1975, doi:10.3929/ethz-a-000085423
- Andreas Pritzker, Kurt Dressler, Walter Hälg: Opacities of high temperature uranium plasmas. Journal of Quantitative Spectroscopy and Radiative Transfer, Bd. 15, Heft 12, 1975, S. 1131–1136, doi:10.1016/0022-4073(75)90046-1
- Andreas Pritzker, Jürg Gassmann: Application of Simplified Reliability Methods for Risk Assessment of Nuclear Waste Repositories. Nuclear Technology, 1980, Bd. 48, Nr. 3, S. 289–297
- Andreas Pritzker, Walter Hälg: Radiation dynamics of a nuclear explosion. Zeitschrift für angewandte Mathematik und Physik ZAMP, 1981, Bd. 32, Heft 1, S. 1–11, doi:10.1007/BF00953545

### Prosawerke und Sachbücher
- Filberts Verhängnis. Roman. Benziger, Zürich 1990, ISBN 3-545-36484-4; Neuauflage: munda, Brugg 2001, ISBN 3-9522275-0-1
- Das Ende der Täuschung. Roman. Frieling, Berlin 1993; Neuauflage: munda, Brugg 2004, ISBN 3-9522275-4-4
- Eingeholte Zeit. Erzählung. munda, Brugg, 2001, ISBN 3-9522275-1-X
- Augenschein in Eydtkuhnen. Kurzgeschichte. In: Claudia Christophersen und Ursula Hudson-Wiedenmann(Hrsg.): Romantik und Exil: Festschrift für Konrad Feilchenfeldt. Königshausen und Neumann, Würzburg 2004, S. 350–354, ISBN 3-8260-2673-X
- Die Anfechtungen des Juan Zinniker. Roman. munda, Brugg 2008, ISBN 3-9523161-2-1
- Allenthalben Lug und Trug. Roman. munda, Brugg 2010, ISBN 978-3-9523161-7-7
- Geschichte des SIN. Erzählte Geschichte. munda, Brugg 2013, ISBN 978-3-905993-10-3, Rezension bei der Schweizerischen Physikalischen Gesellschaft
- Die nukleare Entsorgung in der Schweiz 1945–2006: Von den Anfängen bis zum Entsorgungsnachweis, NZZ Libro, 2014, ISBN 978-3-03823-890-4 (zusammen mit Jörg Hadermann, Hans Issler und Auguste Zurkinden), Rezension (Memento vom 5. Juli 2015 im Internet Archive) bei TEC21, Rezension bei CulturMag
- Aus der Zeit gefallen. Erzählung aus der Zukunft. BoD, Norderstedt 2015, ISBN 978-3-7347-6985-6
- Losfahren. Roman. BoD, Norderstedt 2016, ISBN 978-3-8423-5584-2
- Unscheinbar. Roman. BoD, Norderstedt 2017, ISBN 978-3-7448-9054-0
- Der Andere. Roman. BoD, Norderstedt 2019, ISBN 978-3-7494-4614-8
- Stromnetz. Ein Fall für Elliott Kern. Kriminalroman. BoD, Norderstedt 2020, ISBN 978-3-7519-3580-7, Rezension[3]
- Palmöl. Ein Fall für Elliott Kern. Kriminalroman. BoD, Norderstedt 2020, ISBN 978-3-7526-0275-3
- Seidenstrasse. Ein Fall für Elliott Kern. Kriminalroman. BoD, Norderstedt 2021, ISBN 978-3-7534-1662-5
- Oligarch. Ein Fall für Elliott Kern. Kriminalroman. BoD, Norderstedt 2022, ISBN 978-3-7568-1803-7
- Erzählungen. BoD, Norderstedt 2024, ISBN 978-3-7693-1801-2

### Publizistik
- Mein antisemitischer Sommer 2014. In: Zwischenwelt. Theodor Kramer Gesellschaft, Nr. 1, April 2015, 32. Jahrgang, S. 23
- Stromlücke und Vernuftmangel. gemeinsam mit Jean-Pierre Blaser. In: Schweizer Monat. Ausgabe 1017, Juni 2014
- Energiepolitik, wo ist die Stimme der Physiker? gemeinsam mit Jean-Pierre Blaser. Schweizerische Physikalische Gesellschaft, September 2014
- Die Gründung des PSI. Schweizerische Physikalische Gesellschaft, Oktober 2020

### Herausgeberschaft
- Marthi Pritzker-Ehrlich: Schweizer Scharfrichterkandidaten 1938/39. Dokumentation. Lang, Bern 1999, ISBN 3-906763-27-7
- 1/3 Technik, 1/3 Politik, 1/3 Psychologie: 20 Jahre REFUNA AG. Gemeinsam mit Max Graf und Karl Heinz Handl. munda, Brugg 2004, ISBN 978-3-9522275-3-4
- Marthi Pritzker-Ehrlich: Gestörte Bürgerlichkeit. Zeugnisse einer jüdisch-christlichen Familie in Briefen, Dokumenten und Bildern. Mit einem Vorwort von Heiko Haumann. munda, Brugg 2007[2]
  - Band 1: 1802 bis 1937, ISBN 3-9523161-0-5
  - Band 2: 1938 bis 1948, ISBN 3-9523161-1-3